# 루스 윈치
루스 윈치(1870년 8월 25일 – 1952년 1월 9일)는 영국의 테니스 선수로, 1908년 하계올림픽에서 동메달을 수상했다.